# Думаагийн Содном
Думаагийн Содном (монг. Думаагийн Содном; род. 14 июля 1933, Урген) — монгольский политический деятель, премьер-министр Монголии с 12 декабря 1984-го по 21 марта 1990-го года.

## Биография
Родился в сомоне Урген аймака Дорноговь 14 июля 1933, имеет 4 братьев и сестру. Окончив школу в сомоне Баянмунхе аймака Хэнтий, поступил в финансово-экономическое училище в Улан-Баторе, где учился в 1946—1950 годах. Четыре года работал бухгалтером в министерстве финансов, в 1954 году вступил в МНРП. Окончил Сибирский финансово-экономический институт в Иркутске в 1958 году.
С 1958 года работал в министерстве финансов, уже в 1963 году став министром и занимал этот пост вплоть до 1969 года. С 1969 по 1972 год занимал должность первого заместителя председателя Государственной комиссии по планированию, в 1972 стал её председателем. В 1974 был назначен на должность заместителя председателя Совета Министров.
После отставки Юмжагийна Цеденбала с поста председателя Генерального секретаря ЦК МНРП и Президиума Великого Народного Хурала и прихода к власти Жамбына Батмунха (ранее занимавшего пост премьер-министра) 12 декабря 1984 года был назначен Председателем Совета министров и избран членом Политбюро ЦК МНРП. Сохранял эти посты вплоть до своей отставки в результате массовых антиправительственных демонстраций 21 марта 1990 года.
Заслуженный экономист Монголии. Работал директором нефтяной компании Mongolian Gazryn Tos (в 1990—2001), с 2003 года – экономическим консультантом Монгольской золотой корпорации.
В 1992 был назначен помощником премьер-министра Пунцагийна Жасрая. С 1990 года является председателем Ассоциации содействия развитию японо-монгольских отношений.